# Mother!
Mother!, soms geschreven als mother!, is een Amerikaanse psychologische thriller en horrorfilm uit 2017 die geschreven en geregisseerd werd door Darren Aronofsky. De hoofdrollen worden vertolkt door Jennifer Lawrence, Javier Bardem, Ed Harris, Michelle Pfeiffer en Domhnall Gleeson.

## Verhaal
Een jonge vrouw leidt in haar landelijk huis een rustig leven met haar echtgenoot. Die rust wordt echter verstoord wanneer er op een dag een mysterieus koppel opdaagt en in het huis blijft logeren.

## Rolverdeling
| Acteur            | Personage       |
| ----------------- | --------------- |
| Jennifer Lawrence | mother          |
| Javier Bardem     | Him             |
| Ed Harris         | man             |
| Michelle Pfeiffer | woman           |
| Kristen Wiig      | herald          |
| Domhnall Gleeson  | oldest son      |
| Brian Gleeson     | younger brother |
| Stephen McHattie  | zealot          |
| Amanda Warren     | healer          |
| Jovan Adepo       | cupbearer       |

## Productie
In oktober 2015 raakte bekend dat Jennifer Lawrence een rol zou vertolken in het nieuwste filmproject van Darren Aronofsky. In januari 2016 werd ook Javier Bardem aan de productie toegevoegd. In april 2016 werden Michelle Pfeiffer, Ed Harris en de broers Brian en Domhnall Gleeson gecast.
Mother! is de eerste film van Aronofsky waarvan de soundtrack niet gecomponeerd werd door Clint Mansell. De filmmuziek werd gecomponeerd door Jóhann Jóhannsson.
De film ging op 5 september 2017 in première op het filmfestival van Venetië.